# Wilhelm Dommes
Wilhelm Dommes (ur. 16 kwietnia 1907 w Powiecie Berent, zm. 23 stycznia 1990 Prusy Zachodnie) – niemiecki oficer marynarki w stopniu komandora porucznika (Fregattenkapitän).

## Życiorys
Wilhelm Dommes rozpoczął karierę morską w styczniu 1933 roku, po odbyciu służby w marynarce handlowej. Pierwsze lata spędził głównie na lekkim krążowniku Nürnberg i krążowniku liniowym Scharnhorst. W kwietniu 1940 roku został przeniesiony do oddziału U-Bootów, gdzie z sukcesem walczył na swoim U-431 na Morzu Śródziemnym.
28 marca 1943 roku, wyruszył z bazy w Bordeaux we Francji na pokładzie U-178 na Daleki Wschód.  i ostatecznie dotarł do Penang pięć miesięcy później. Po tym długim patrolu został dowódcą bazy w Penang, a w styczniu 1945 dowódcą bazy w Singapurze.